# Łukasz Gorszkow
Łukasz Gorszkow (ur. 6 października 1974 w Starachowicach) – polski piłkarz występujący na pozycji obrońcy.